# 万冢镇
万冢镇，是中华人民共和国河南省驻马店市平舆县下辖的一个乡镇级行政单位。。

## 行政区划
万冢镇下辖以下地区：
万冢社区、万寨村、汤岭村、闫楼村、闫寨村、三桥村、庄堂村、蔡庄村、郭寺村、杨桥村、牛庄村和张刘村。